# Michuhol-gu
Michuhol-gu (koreanska: 미추홀구) är ett stadsdistrikt (gu) i staden och provinsen Incheon, i den nordvästra delen av Sydkorea, 30 km sydväst om huvudstaden Seoul. Före 1 juli 2018 hette distriktet Nam-gu.

## Administrativ indelning
Distriktet är indelat i 21 administrativa stadsdelar:
Dohwa1-dong,
Dohwa2ㆍ3-dong,
Gwangyo-dong,
Hagik1-dong,
Hagik2-dong,
Juan1-dong,
Juan2-dong,
Juan3-dong,
Juan4-dong,
Juan5-dong,
Juan6-dong,
Juan7-dong,
Juan8-dong,
Munhak-dong,
Sungui1·3-dong,
Sungui2-dong,
Sungui4-dong,
Yonghyeon1·4-dong,
Yonghyeon2-dong,
Yonghyeon3-dong och
Yonghyeon5-dong.